# Estação Ecológica Estadual de Guaxindiba
A Estação Ecológica Estadual de Guaxindiba (EEEG) é uma unidade de conservação brasileira localizada mais precisamente no município de São Francisco de Itabapoana, microrregião de Campos dos Goytacazes, na mesorregião do Norte Fluminense, no estado do Rio de Janeiro, no Brasil. A estação constitui uma área de aproximadamente 3.260 hectares, dotada de atributos naturais excepcionais, sendo parte integrante do bioma Mata Atlântica protegendo um dos maiores remanescentes de floresta estacional semidecidual do estado do Rio de Janeiro.

## História
Criada em 2002, por meio do Decreto Estadual nº 32.576, tem como princi-
pal objetivo a preservação e conservação da natureza, sendo permitidas atividades 
de pesquisa científica e aquelas com finalidades educativas. É uma unidade de conservação de proteção integral, sendo administrada pelo Instituto Estadual do Ambiente – INEA, através da Diretoria de Biodiversidade e Áreas Protegidas – DIBAP. A ideia para criação de uma unidade de conservação para a proteção da então  chamada "Mata do Carvão" aconteceu na reunião do Conselho Nacional da Reserva da Biosfera da Mata Atlântica, em Atibaia, São Paulo, no ano de 1999. Logo foi definindo os limites da mata atlântica e o que seria a Reserva da Biosfera. Foram divididos regionalmente o domínio da mata atlântica em subgrupos do Nordeste, do Sudeste e do Sul. No final l verificou-se que todas as áreas mais críticas da Reserva da Biosfera estavam bem definidas, mas existia um buraco ao redor da "Mata do Carvão", ou seja, havia uma interrupção na Reserva da Biosfera da Mata Atlântica. Logo verificou - se que o nome dado à mata fazia referência a extração de madeira para para a produção de carvão. A mata possuía no passado tinha aproximadamente 10 mil hectares. A situação da mata foi considerada crítica, a partir, da drástica redução de sua área, assim como, as diferentes características apresentadas pela localidade do resto do estado. A estação, então, foi criada a partir do conjunto de esforços do IEF/RJ, da comunidade científica brasileira e também da comunidade internacional. Houve um movimento local e regional contrário à criação, com alegações de interesses pessoais. Dois anos antes já se trabalhava para a criação da Estação Ecológica, que havia recebido apoio de trezentas a quatrocentas personalidades do Brasil e do exterior.

## Geografia

### Clima
O clima da unidade é quente e úmido, sem inverno pronunciado, com influência marinha e estação chuvosa no verão.

### Flora
A EEEG protege a vegetação nativa característica da Mata Atlântica mais expressiva e importante da região, típica das matas de tabuleiro. Destacam-se árvores como o monjolo (Acacia polyphylla), o angico (Anadenanthera peregrina) e o pau-ferro (Caesalpinea ferrea); algumas raras como o jacarandá-da-bahia (Dalbergia nigra), além de outras ameaçadas de extinção, com um histórico de devastação e extrativismo. Este é o caso da peroba-de-campos (Paratecoma peroba), do araçá (Psidium cattleianum), da braúna (Melanoxylon braúna) e do óleo-vermelho (Myrocarpus frondosus).

### Fauna
Existe uma grande diversidade de animais na EEEG, sendo alguns encontrados somente no local, como ocorre com o diplópodo (Rhinocricus padbergi), do mesmo gênero do gongolo.Outros animais que ocorrem na EEEG são os gambás (Didelphis marsupialis), tatus (Dasypus snovemcinctus'"), preás (Caviaa perea) e capivaras (Hydrochaeris hydrochaeris), cachorros-do-mato (Cerdocyon Thous), bugios (Alouatta guariba) e macacos-prego (Cebus apella), com destaque para as preguiças-comum (Bradypus variegatus) e as preguiças-de-coleira (Bradypus torquatus).
Dentre a grande diversidade de espécies de aves que existem na área da EEEG, destacam-se o papagaio-chauá (Amazona rodocorytha), o gavião-pombo (Amadonastur lacernulatus) e o cabeça-encarnada (Pipra rubrocapilla), todas ameaçadas de extinção no Estado do Rio de Janeiro. Em seus brejos relata-se a presença do jacaré-do-papo-amarelo.

## Zoneamento
A estação foi dividida em cinco zonas.
- Zona intangível

Esta zona é dedicada à proteção integral de ecossistemas, dos recursos genéticos e ao monitoramento ambiental, só sendo permitida a pesquisa científica previamente autorizada e a fiscalização.
- Zona de recuperação

São consideradas zona de recuperação todas as áreas que se encontram hoje no limite interno da estação com uso destinado para agricultura e pecuária, bem como todas as áreas inundadas que se encontram cobertas com espécies exóticas invasoras. Objetivo geral, permitir a recuperação ambiental das áreas degradadas, hoje com uso agropecuário, assim como os brejos, lagoas e rios que se encontram tomados por espécies exóticas invasoras, bem como áreas de difícil manutenção natural em seu estado atual.
- Zona de uso conflitante

Espaços ocupados dentro da estação por equipamentos de infraestrutura (estradas, dutos, rede de distribuição elétrica/linhas de transmissão captações de água etc). Os objetivos gerais desta zona englobam, a análise de viabilidade ou transferência de equipamentos públicos de utilidade.
- Zona de interferência experimental

Cinco áreas da EEEG foram determinadas como zona de interferência experimental, sendo que três delas terão cerca de 3ha destinados ao manejo intensivo, uma deverá ser destinada ao estudo com a rebrota e recuperação das perobas e uma quinta refere-se a intervenção pontual em dique.O objetivo geral desta zona é fornecer subsídios científicos para manejo de áreas supostamente antropizadas no interior da EEEG.
- ZONA DE AMORTECIMENTO

Corresponde ao entorno da EEEG, onde as atividades humanas estão sujei-
tas a normas e restrições específicas, com o propósito de minimizar os impactos negativos sobre a unidade (Lei Federal n.° 9.985/2000 Art. 2° inciso XVIII).

## Sede Administrativa
A sede administrativa da Estação foi entregue em 4 de maio de 2013, construída com matérias sustentáveis.
A estrutura da construção prioriza o uso natural da iluminação e da ventilação com, telhado verde, coletor solar nos postes e refletores, aproveitamento de energia solar, o reuso de água de chuva e sistema de tratamento do esgoto com biodigestor. De acordo com a presidente do Inea, Marilene Ramos a EEEG "é a primeira sede de unidade de conservação estadual atendendo inteiramente aos conceitos de sustentabilidade, visando à redução do consumo de energia e o conforto ambiental de seus usuários". A Estação conta ainda com alojamentos para guarda-parques e para pesquisadores, residência funcional do chefe, centro de visitantes, pórtico, guarita e uma torre de observação da mata.

## Atividades desenvolvidas
Fiscalizações, ocorrem dentro e no entorno da estação, visitações, somente de forma educativa, com alunos e professores de escolas locais; pesquisas  vêm sendo realizadas na unidade, podem ser citadas que até o ano de 2009 foram realizadas, 6 pesquisas foram e existem 3 outras em andamento.